# Góra Małgorzaty (gromada)
Góra Małgorzaty – dawna gromada, czyli najmniejsza jednostka podziału terytorialnego Polskiej Rzeczypospolitej Ludowej w latach 1954–1972.
Gromady, z gromadzkimi radami narodowymi (GRN) jako organami władzy najniższego stopnia na wsi, funkcjonowały od reformy reorganizującej administrację wiejską przeprowadzonej jesienią 1954 do momentu ich zniesienia z dniem 1 stycznia 1973, tym samym wypierając organizację gminną w latach 1954–1972.
Gromadę Góra Małgorzaty siedzibą GRN w Górze Małgorzaty (w obecnym brzmieniu: Góra Świętej Małgorzaty) utworzono – jako jedną z 8759 gromad na obszarze Polski – w powiecie łęczyckim w woj. łódzkim, na mocy uchwały nr 32/54 WRN w Łodzi z dnia 4 października 1954. W skład jednostki weszły obszary dotychczasowych gromad Ambrożów, Góra Małgorzaty, Kosin i Podgórzyce, a także wieś Bryski i osada pokarczemna Bryski z dotychczasowej gromady Bryski oraz wieś Kosiorów z dotychczasowej gromady Mętlew ze zniesionej gminy Tum, ponadto obszar dotychczasowej gromady Karsznice ze zniesionej gminy Leśmierz, w tymże powiecie. Dla gromady ustalono 24 członków gromadzkiej rady narodowej.
31 grudnia 1959 do gromady Góra Małgorzaty przyłączono obszary zniesionych gromad Marynki i Zagaj.
Gromada przetrwała do końca 1972 roku, czyli do kolejnej reformy gminnej. 1 stycznia 1973 w powiecie łęczyckim utworzono gminę Góra Świętej Małgorzaty.